# Arichuna
Arichuna est la capitale de la paroisse civile de Peñalver dans la municipalité de San Fernando dans l'État d'Apure au Venezuela. 